# Liste des ministres wallons du Logement
Voici la liste des ministres du Logement de la Région wallonne depuis la création de la fonction en 1982.
| Titulaire | Titulaire    | Titulaire                           | Parti | Mandat                                                          | Gouvernement                                    | Portefeuille ministériel                                                                                                   |
| --------- | ------------ | ----------------------------------- | ----- | --------------------------------------------------------------- | ----------------------------------------------- | --- |
| 1         |              | André Bertouille (1932-)            | PRL   | 27 janvier 1982 – 28 juin 1983 (1 an, 5 mois et 1 jour)         | Damseaux                                        | Ministre du Logement et de l'Informatique                                                                                  |
| 1         | Dehousse II  | André Bertouille (1932-)            | PRL   | 27 janvier 1982 – 28 juin 1983 (1 an, 5 mois et 1 jour)         |                                                 | Ministre du Logement et de l'Informatique                                                                                  |
| 2         |              | Jacqueline Mayence-Goossens (1932-) | PRL   | 28 juin 1983 – 11 décembre 1985 (2 ans, 5 mois et 13 jours)     | Dehousse II                                     | Ministre du Logement et de l'Informatique                                                                                  |
| 3         |              | Amand Dalem (1938-2018)             | PSC   | 11 décembre 1985 – 18 janvier 1989 (3 ans, 1 mois et 7 jours)   | Wathelet                                        | Ministre du Logement et de la Tutelle                                                                                      |
| 3         | Coëme        | Amand Dalem (1938-2018)             | PSC   | 11 décembre 1985 – 18 janvier 1989 (3 ans, 1 mois et 7 jours)   | Ministre du Budget, des Finances et du Logement | |
| 3         | Anselme      | Amand Dalem (1938-2018)             | PSC   | 11 décembre 1985 – 18 janvier 1989 (3 ans, 1 mois et 7 jours)   | Ministre du Budget, des Finances et du Logement | |
| 4         |              | Guy Lutgen (1936-2020)              | PSC   | 18 janvier 1989 – 8 janvier 1992 (2 ans, 11 mois et 21 jours)   | Anselme                                         | Ministre de l'Agriculture, de l'Environnement et du Logement                                                               |
| 5         |              | Robert Collignon (1943-)            | PS    | 8 janvier 1992 – 25 janvier 1994 (2 ans et 17 jours)            | Spitaels                                        | Ministre de l'Aménagement du Territoire, du Logement et du Budget                                                          |
| 6         |              | Willy Taminiaux (1939-2018)         | PS    | 25 janvier 1994 – 12 juillet 1999 (5 ans, 5 mois et 17 jours)   | Collignon I                                     | Ministre de l'Action sociale, du Logement et de la Santé                                                                   |
| 6         | Collignon II | Willy Taminiaux (1939-2018)         | PS    | 25 janvier 1994 – 12 juillet 1999 (5 ans, 5 mois et 17 jours)   |                                                 | Ministre de l'Action sociale, du Logement et de la Santé                                                                   |
| 7         |              | Michel Daerden (1949-2012)          | PS    | 12 juillet 1999 – 4 avril 2000 (8 mois et 23 jours)             | Di Rupo I                                       | Ministre de l'Emploi, de la Formation et du Logement                                                                       |
| 8         |              | Marie Arena (1966-)                 | PS    | 4 avril 2000 – 17 juillet 2003 (3 ans, 3 mois et 13 jours)      | Van Cauwenberghe I                              | Ministre de l'Emploi, de la Formation et du Logement                                                                       |
| 9         |              | Philippe Courard (1966-)            | PS    | 17 juillet 2003 – 27 juillet 2004 (1 an et 10 jours)            | Van Cauwenberghe I                              | Ministre de l'Emploi, de la Formation et du Logement                                                                       |
| 10        |              | André Antoine (1960-)               | cdH   | 27 juillet 2004 – 15 juillet 2009 (4 ans, 11 mois et 18 jours)  | Van Cauwenberghe II                             | Vice-Président et Ministre du Logement, des Transports et du Développement territorial                                     |
| 10        | Di Rupo II   | André Antoine (1960-)               | cdH   | 27 juillet 2004 – 15 juillet 2009 (4 ans, 11 mois et 18 jours)  |                                                 | Vice-Président et Ministre du Logement, des Transports et du Développement territorial                                     |
| 10        | Demotte I    | André Antoine (1960-)               | cdH   | 27 juillet 2004 – 15 juillet 2009 (4 ans, 11 mois et 18 jours)  |                                                 | Vice-Président et Ministre du Logement, des Transports et du Développement territorial                                     |
| 11        |              | Jean-Marc Nollet (1970-)            | Ecolo | 15 juillet 2009 – 22 juillet 2014 (5 ans et 7 jours)            | Demotte II                                      | Vice-Président et Ministre du Développement durable, de la Fonction publique, de l'Énergie, du Logement et de la Recherche |
| 12        |              | Paul Furlan (1962-2023)             | PS    | 22 juillet 2014 – 26 janvier 2017 (2 ans, 6 mois et 4 jours)    | Magnette                                        | Ministre des Pouvoirs locaux, de la Ville, du Logement et des Infrastructures sportives                                    |
| 13        |              | Pierre-Yves Dermagne (1980-)        | PS    | 26 janvier 2017 – 28 juillet 2017 (6 mois et 2 jours)           | Magnette                                        | Ministre des Pouvoirs locaux, de la Ville, du Logement et des Infrastructures sportives                                    |
| 14        |              | Valérie De Bue (1966-)              | MR    | 28 juillet 2017 – 13 septembre 2019 (2 ans, 1 mois et 16 jours) | Borsus                                          | Ministre des Pouvoirs locaux, du Logement et des Infrastructures sportives                                                 |
| (13)      |              | Pierre-Yves Dermagne (1980-)        | PS    | 13 septembre 2019 – 1er octobre 2020 (1 an et 18 jours)         | Di Rupo III                                     | Ministre du Logement, des Pouvoirs locaux et de la Ville                                                                   |
| 15        |              | Christophe Collignon (1969-)        | PS    | 1er octobre 2020 – 15 juillet 2024 (3 ans, 9 mois et 14 jours)  | Di Rupo III                                     | Ministre du Logement, des Pouvoirs locaux et de la Ville                                                                   |
| 15        |              | Cécile Neven (1967-)                | MR    | 15 juillet 2024 – (11 mois et 5 jours)                          | Dolimont                                        | Ministre de l'Énergie, du Plan Air-Climat, du Logement et des Aéroports                                                    |